# Mackenzie Foy
Mackenzie Christine Foy (Los Ángeles, 10 de noviembre de 2000) es una actriz y modelo estadounidense. Es más conocida por interpretar a Renesmee Cullen en la película The Twilight Saga: Breaking Dawn - Part 2 y a la joven Murph Cooper en Interstellar, de Christopher Nolan. En 2018, protagonizó la película de Disney El cascanueces y los cuatro reinos, junto a Morgan Freeman, Helen Mirren y Keira Knightley, y en 2020 interpretó a la joven Jo Green en Black Beauty.

## Trayectoria profesional

### Modelaje
Comenzó a modelar en 2004, trabajando para Banana Republic, Garnet Hill, Polo Ralph Lauren y Guess Kids. También ha modelado para empresas como Rubbermaid, Jones Apparel Group, The Walt Disney Company, Mattel, Target Corporation, Talbot, Gap y Monnalisa Dreams.[cita requerida] Ha aparecido en muchos anuncios de variados ámbitos como los de Burger King, Kohl's, BlackBerry, Comcast y Prada.

### Actuación
Foy ha aparecido en series de televisión como Strong Medicine, Charmed, 'Til Death, FlashForward y R.L. Stine's The Haunting Hour.
En 2010 interpretó a una niña en el séptimo episodio de la primera temporada de la serie Hawaii Five-0. En 2012 interpretó al personaje de Renesmee Carlie Cullen en la película The Twilight Saga: Breaking Dawn - Part 2, junto a Kristen Stewart, Robert Pattinson y Taylor Lautner. En 2013 interpretó a Cindy Perron en la película The Conjuring. En 2014 interpretó a Murph, la hija de 10 años del protagonista, Joseph Cooper, interpretado por Matthew McConaughey, en Interstellar. El filme también cuenta con la participación de actrices como Anne Hathaway y Jessica Chastain. En 2015 Foy fue la encargada de hacer el doblaje de la voz estadounidense del personaje animado de la niña en el filme Le Petit Prince, basado en la célebre obra homónima del escritor francés Antoine Saint-Exupery. También se anunció su contratación para el papel de Clara en El cascanueces y los cuatro reinos, película producida por Disney que cuenta también con las actuaciones de Keira Knightley, Morgan Freeman, Helen Mirren y la bailarina Misty Copeland. 
En 2020 interpretó a la joven Jo Green en otra película de Disney, Black Beauty.

## Filmografía

### Largometrajes
| Año  | Título                                    | Título | Personaje              | Ref   |
| Año  | Título original                           | Título en español                                                                                           | Personaje              | Ref   |
| ---- | ----------------------------------------- | --- | ---------------------- | ----- |
| 2011 | The Twilight Saga: Breaking Dawn - Part 1 | en España: La Saga Crepúsculo: Amanecer - Parte 1 en Hispanoamérica: Crepúsculo la saga: Amanecer - Parte 1 | Renesmee Carlie Cullen | [ 4 ] |
| 2012 | The Twilight Saga: Breaking Dawn - Part 2 | en España: La Saga Crepúsculo: Amanecer - Parte 2 en Hispanoamérica: Crepúsculo la saga: Amanecer - Parte 2 | Renesmee Carlie Cullen | [ 2 ] |
| 2013 | The Conjuring                             | en España: Expediente Warren: The Conjuring en Hispanoamérica: El conjuro                                   | Cindy Perron           | [ 5 ] |
| 2013 | Wish You Well                             | en España: Los mejores deseos en Hispanoamérica: Los mejores deseos                                         | Lou Cardinal           | [ 6 ] |
| 2013 | Plastic Jesus                             | en España: Plastic Jesus en Hispanoamérica: Plastic Jesus                                                   | Daisy                  |       |
| 2014 | Ernest et Célestine                       | en España: Ernest y Célestine en Hispanoamérica: Ernest y Célestine                                         | Celestine (voz)        |       |
| 2014 | The Boxcar Children                       | en España: n/e en Hispanoamérica: n/e                                                                       | Violet (voz)           |       |
| 2014 | Black Eyed Dog                            | en España: n/e en Hispanoamérica: n/e                                                                       | Daisy                  |       |
| 2014 | Interstellar                              | en España: Interestellar en Hispanoamérica: Interestelar                                                    | joven Murph            |       |
| 2015 | Le Petit Prince                           | en España: El principito en Hispanoamérica: El principito                                                   | Niña (voz)             | [ 3 ] |
| 2018 | The Nutcracker and the Four Realms        | en España: El cascanueces y los cuatro reinos en Hispanoamérica: El cascanueces y los cuatro reinos         | Clara Stahlbaum        | [ 7 ] |
| 2020 | Black Beauty                              | en España: Belleza negra en Hispanoamérica:Belleza negra                                                    | Jo Green               | [ 8 ] |

"

### Series
| Año  | Título original                | Papel                   | Notas                                            | Ref   |
| ---- | ------------------------------ | ----------------------- | ------------------------------------------------ | ----- |
| 2004 | Strong Medicine                | Niña pequeña            |                                                  |       |
| 2006 | Charmed                        | Compañera de clase      | Temporada 8                                      |       |
| 2009 | 'Til Death                     | Little Girl             | Episodio: "No Complaints"                        |       |
| 2010 | FlashForward                   | Kate Erskine            | Episodio: "Blowback"                             |       |
| 2010 | Hawaii Five-0                  | Lily Wilson             | Episodio: "Ho'apono"                             |       |
| 2012 | R.L. Stine's The Haunting Hour | Natalie / Georgia Lomin | 2 episodios: "The Return of Lilly D" y "Red Eye" | [ 9 ] |

### Telefilmes
| Año  | Título original               | Papel         | Ref |
| ---- | ----------------------------- | ------------- | --- |
| 2014 | The Cookie Mobster            | Sally         |     |
| 2015 | Jesse Stone: Lost in Paradise | Jenny O'Neill |     |

## Reconocimientos
| Año  | Premio                                                | Categoría                                            | Trabajo nominado                          | Resultado |
| ---- | ----------------------------------------------------- | ---------------------------------------------------- | ----------------------------------------- | --------- |
| 2013 | Premios Golden Raspberry                              | Peor pareja (junto a Taylor Lautner)                 | The Twilight Saga: Breaking Dawn - Part 2 | Ganadora  |
| 2013 | Young Artist Award                                    | Mejor actuación en una película - Mejor actriz joven | The Twilight Saga: Breaking Dawn - Part 2 | Nominada  |
| 2014 | St. Louis Film Critics Association                    | Mejor actriz de reparto                              | Interstellar                              | Nominada  |
| 2014 | Washington D. C. Area Film Critics Association Awards | Mejor actuación joven                                | Interstellar                              | Nominada  |
| 2014 | Premios Phoenix Film Critics Society                  | Mejor actuación joven - Actriz de reparto            | Interstellar                              | Nominada  |
| 2015 | Broadcast Film Critics Association Awards             | Mejor joven actriz                                   | Interstellar                              | Nominada  |
| 2015 | Saturn Award                                          | Mejor joven actriz                                   | Interstellar                              | Ganadora  |